# Isak Siegstad
Isak Ole Hendrik Siegstad (* 15. Januar 1898 in Nattoralik; † 29. Mai 1943 in Kangaatsiaq) war ein grönländischer Katechet und Landesrat.

## Leben
Isak Siegstad war das neunte Kind von Dauphin Guldbrand Otto Siegstad (1852–1918) und seiner Frau Lydia Johanne Sara Jeremiassen (1857–1941). Sein Geburtsort ist seit langer Zeit verlassen und dürfte etwa zwei Kilometer östlich von Ikerasaarsuk gelegen haben. Er heiratete am 9. September 1921 in Aasiaat Salomine Sofie Frederikke Johansen (1900–1962) aus Iginniarfik, Tochter des Seemanns Karl Jørgen Johansen und dessen Frau Thale Katrine Karen Kirstine. Aus der Ehe ging unter anderem die Tochter Mette Louise (1927–?) hervor, die mit Marius Abelsen (1929–1972) verheiratet war. Isak Siegstad wurde 1939 in Grønlands Landsråd gewählt, starb aber noch während der Legislaturperiode an Tuberkulose und wurde deswegen im letzten Jahr von Nikolaj Rosing ersetzt.